# Nationaal park Nämdöskärgården
Nationaal park Nämdöskärgården (Zweeds: Nämdöskärgårdens nationalpark) is een nationaal park aan de scherenkust van Stockholm. Het nationaal park van 25300 hectare in de gemeente Värmdö omvat verschillende eilandjes bij de scherenkust van Namdö en bestaat voor 97% uit water (Oostzee). Het park omvat de bestaande natuurreservaten Bullerö en Långviksskär, en wordt volgens de plannen van de natuurbeschermingsdienst Naturvårdsverket definitief opgericht in 2025, en officieel ingewijd op 5 september 2025.